# Tridiscias transkei
Tridiscias transkei is een garnalensoort uit de familie van de Disciadidae. De wetenschappelijke naam van de soort is voor het eerst geldig gepubliceerd in 1983 door Kensley.